# Strohn

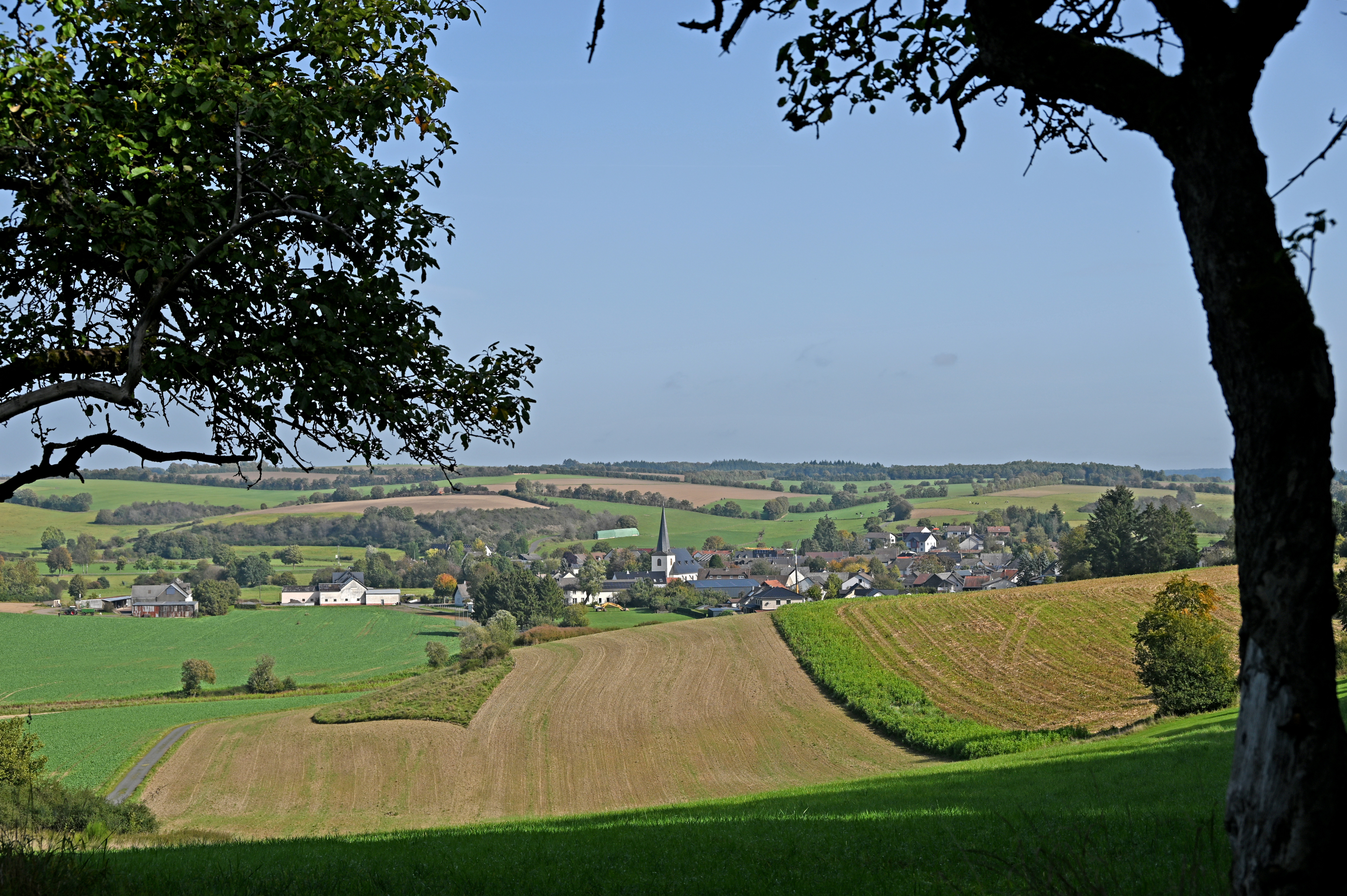
Strohn, Ortsansicht von Südwesten

Strohn ist eine Ortsgemeinde im Landkreis Vulkaneifel in Rheinland-Pfalz. Sie gehört der Verbandsgemeinde Daun an.

## Geographie

### Lage
Strohn liegt in der Vulkaneifel, südlich von Gillenfeld und des Pulvermaars, der Alfbach fließt durch Strohn.

### Ortsteile
Zur Gemeinde Strohn gehören die Weiler und Wohnplätze Altheck, Buchholz, Dornheck, Herrenbüsch, Sprink, Tannenhof und Trautzberg.

### Vulkanismus
Die Umgebung des Ortes ist durch den Vulkanismus der Eifel geprägt. Das Strohner Märchen, ein kleines Maar steht kurz vor der endgültigen Verlandung. Es entstand vor ca. 8100 Jahren bei einem seitlichen Ausbruch des Römerbergs, eines Schlackenvulkans. Zusammen mit dem Pulvermaar und dem Römerberg bildet es das Naturschutzgebiet Pulvermaar mit Römerberg und Strohner Märchen (1984 unter Schutz gestellt). Seit 2014 ist das Trautzberger Maar wieder mit Wasser gefüllt, nachdem es in den 1950er Jahren zur landwirtschaftlichen Nutzung trockengelegt worden war.
Im Ort liegt eine Lavabombe, eine durch vulkanische Aktivität geformte Basaltkugel. Sie hat einen Durchmesser von etwa fünf Metern und ein Gewicht von über 120 Tonnen. Sie entstand nicht aus einem einmaligen Auswurf, sondern durch mehrmaliges Hochschleudern aus dem Krater und wieder Hineinrutschen, wobei sie Lava und Schlackenteile aufnahm, bis sie im Kraterrand steckenblieb und endgültig abkühlte. Sie löste sich 1969 bei Steinbruch-Sprengungen aus dem Vulkankegel und wurde im Winter 1980/81 mittels einer Eisenplatte und einer Planierraupe über die feste Schneedecke in den Ortskern befördert.

## Geschichte
Strohn ist ein sehr alter Ort. Im Jahre 1193 wird der Ort unter dem Namen „Struna“ erstmals urkundlich erwähnt, als Kaiser Heinrich VI. dem Abt Absalon von Springiersbach den Besitz von Äckern und Wiesen in Strohn bestätigt. In Strohn wurde Hochgericht gehalten.
Bis zum Ende des 18. Jahrhunderts gehörte Strohn zum kurtrierischen Amt Dhaun. Die Inbesitznahme des Linken Rheinufers durch französische Revolutionstruppen beendete die alte Ordnung. Der Ort wurde von 1798 bis 1814 Teil der Französischen Republik (bis 1804) und anschließend des Französischen Kaiserreichs. Nach der Niederlage Napoleons kam Strohn aufgrund der 1815 auf dem Wiener Kongress getroffenen Vereinbarungen zum Königreich Preußen und gehörte nun zum Kreis Daun des Regierungsbezirks Trier, der 1822 Teil der neu gebildeten preußischen Rheinprovinz wurde.
Als Folge des Ersten Weltkriegs war die gesamte Region dem französischen Abschnitt der Alliierten Rheinlandbesetzung zugeordnet. Nach dem Zweiten Weltkrieg wurde Strohn innerhalb der französischen Besatzungszone Teil des damals neu gebildeten Landes Rheinland-Pfalz.

## Politik

### Gemeinderat
Der Gemeinderat in Strohn besteht aus zwölf Ratsmitgliedern, die bei der Kommunalwahl am 9. Juni 2024 in einer Mehrheitswahl gewählt wurden, und – wenn gewählt – dem ehrenamtlichen Ortsbürgermeister als Vorsitzendem. In der Wahlperiode 2019 bis 2024 gehörten dem Gemeinderat wegen vorübergehender Unterschreitung der im rheinland-pfälzischen Kommunalwahlrecht vorgegebenen Einwohnerzahl 500 nur acht Ratsmitglieder an.

### Bürgermeister
Das Amt ist derzeit vakant. Da bei der Direktwahl am 9. Juni 2024 kein gültiger Wahlvorschlag eingereicht wurde, obliegt die Neuwahl des Bürgermeisters gemäß rheinland-pfälzischer Gemeindeordnung dem Rat, der jedoch bisher keinen Bewerber fand. Der bisherige Ortsbürgermeister Heinz Martin blieb zunächst geschäftsführend im Amt, legte es mit Ablauf des 3. Februars 2025 jedoch nieder. Die Amtsgeschäfte werden seitdem – bis zur Wahl eines neuen Ortsbürgermeisters – vom Ersten Beigeordneten Dominik Welter und den weiteren Beigeordneten ausgeübt.
Heinz Martin wurde im April 2016 Ortsbürgermeister, nachdem er zuvor die Amtsgeschäfte bereits als Erster Beigeordneter ausgeübt hatte. Seine Vorgänger waren Helmut Schäfer (November 2014 bis zur Amtsniederlegung im Februar 2015) und bis Mitte 2014 Alois Pohlen, der das Ehrenamt für einen Zeitraum von 35 Jahren innehatte.

### Wappen
| Wappen von Strohn | Blasonierung: „Schild, durch eingeschobene silberne Spitze gespalten, darin eine rote Waage, vorne in Grün ein rotgezungter abgeschnittener goldener Löwenkopf, hinten in Grün ein silberner Mühlstein mit drei goldenen Ähren belegt.“                |
| Wappen von Strohn | Wappenbegründung: Der Löwe war Abzeichen der Äbte des Klosters Springiersbach, Die Waage deutet auf den Gerichtsort. Mühlstein und Ähre weisen auf die Bedeutung von Landwirtschaft und Strohner Mühlen hin, von denen auch heute noch eine existiert. |

### Gemeindepartnerschaft
Mit der irischen Gemeinde Bunmahon pflegt Strohn seit Jahren eine Partnerschaft.

## Tourismus

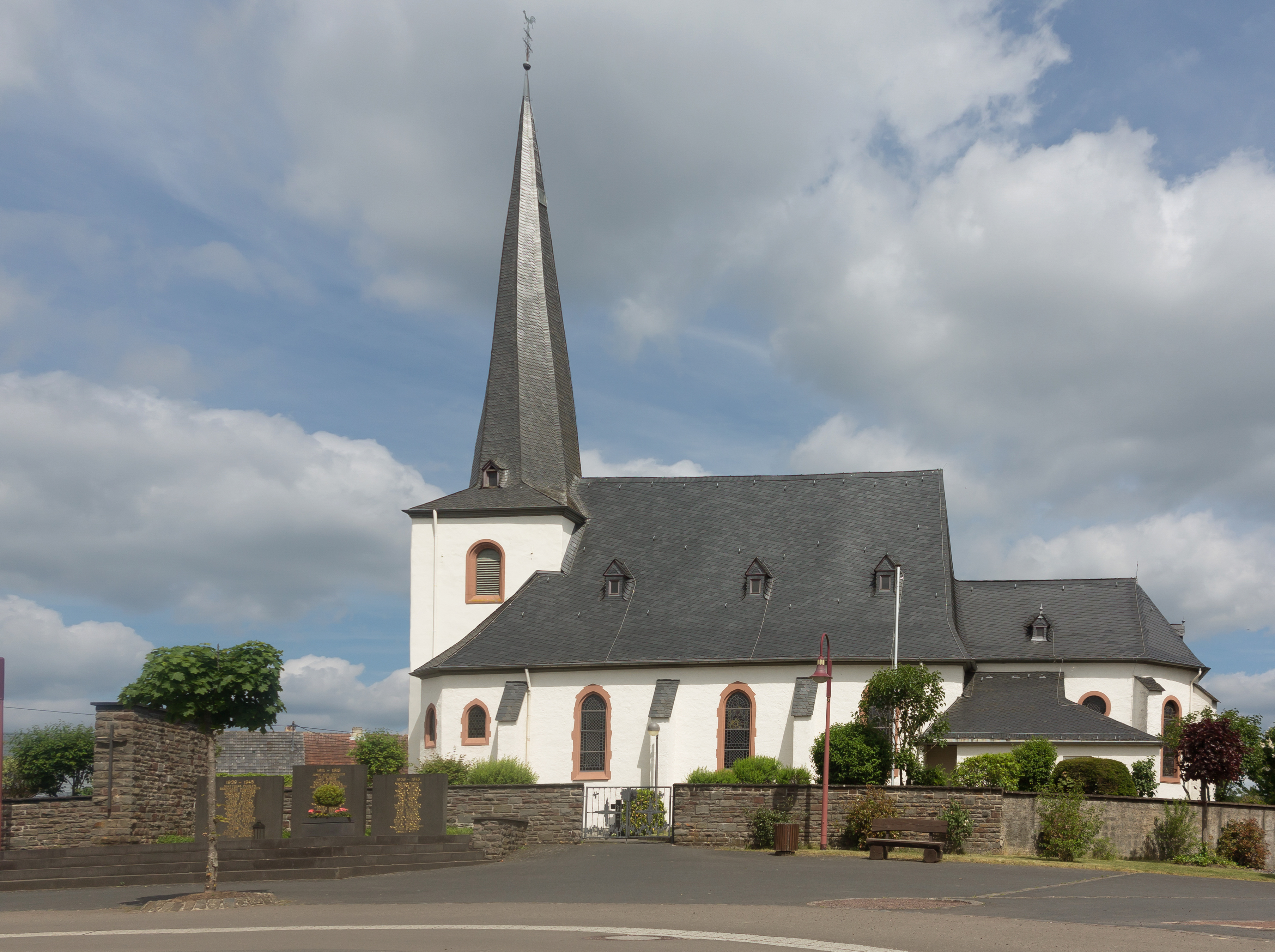
St. Johannes Baptist
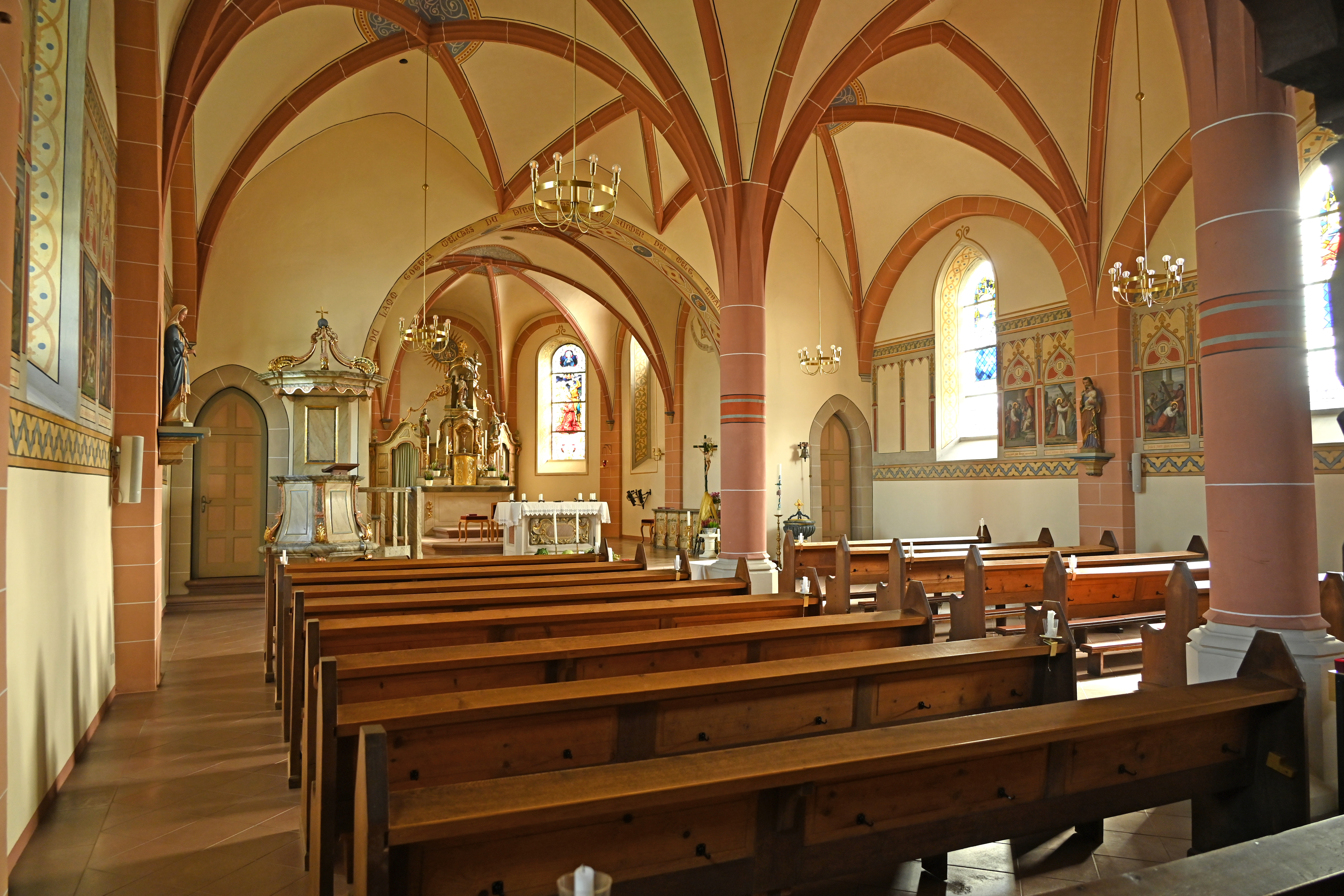
Innenraum
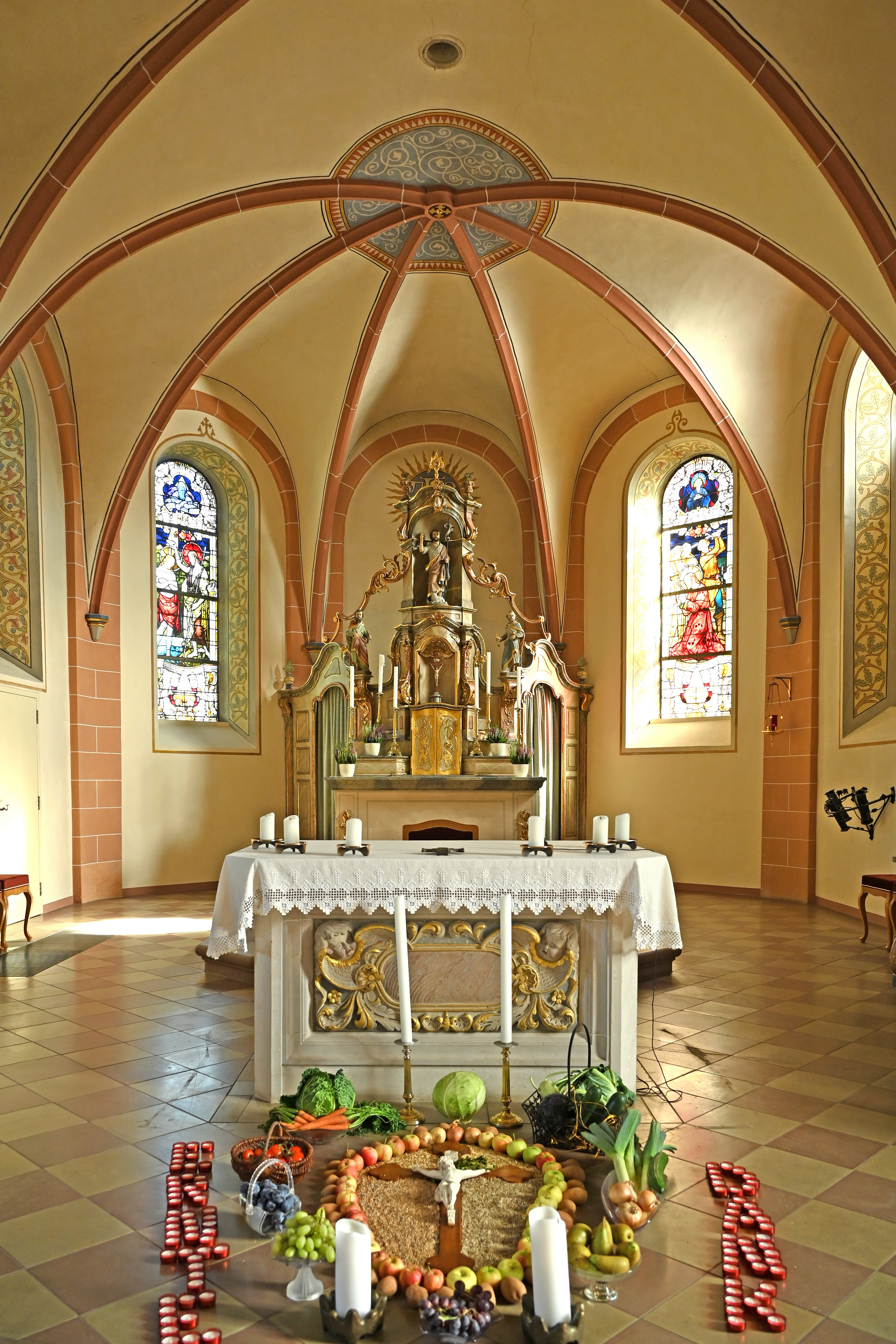
Hochaltar
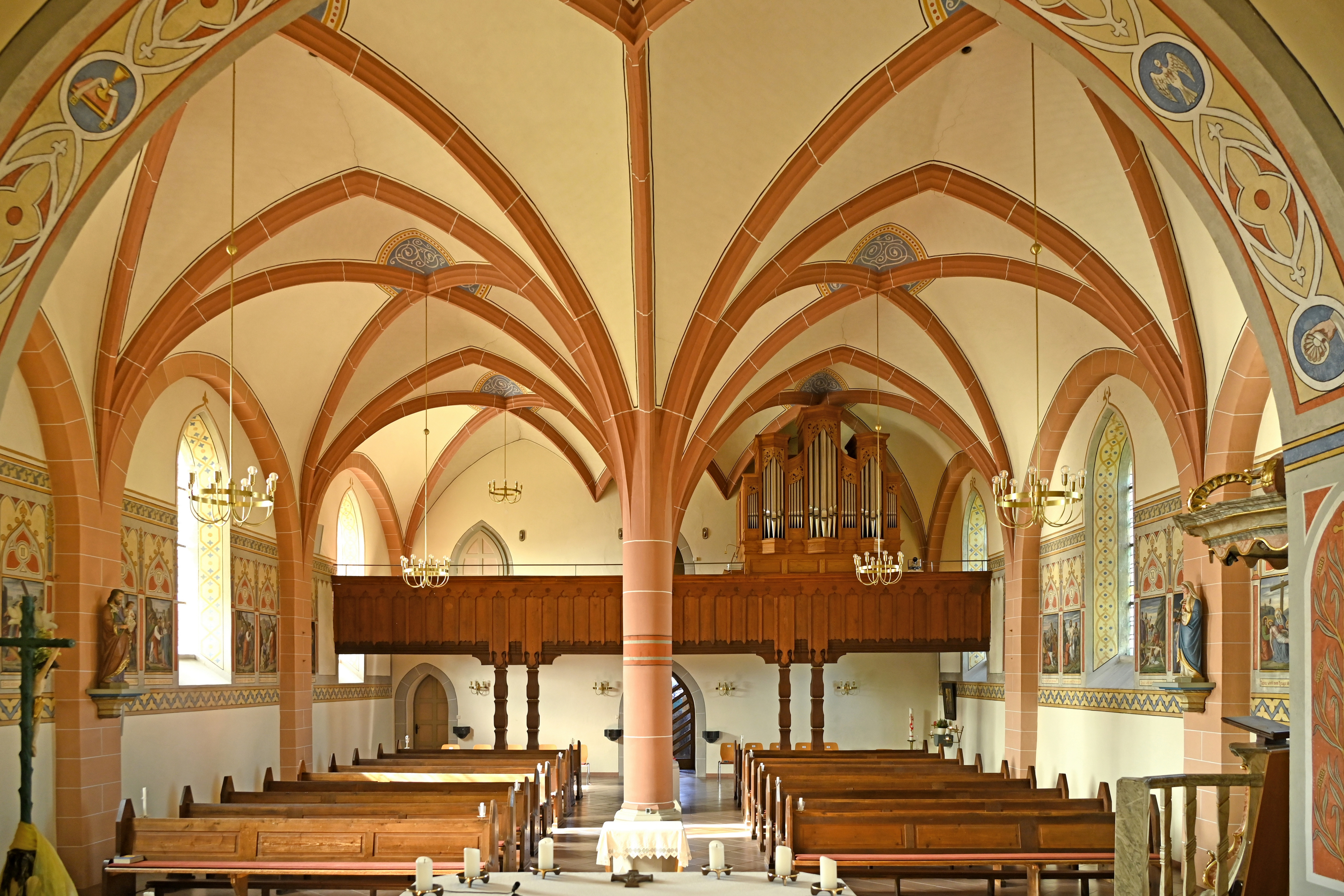
Blick zur Empore
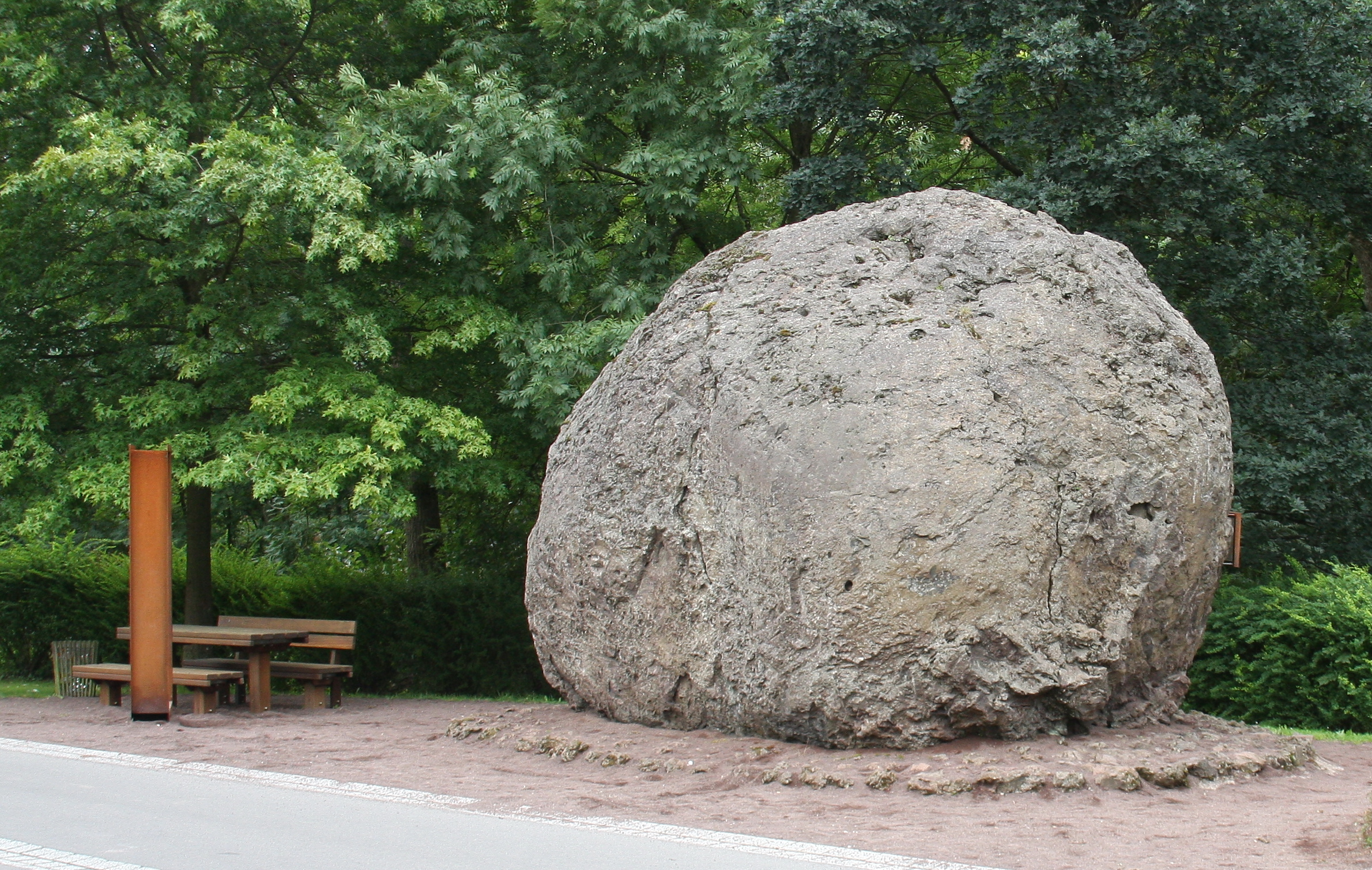
Lavabombe

Das Erlebnismuseum Vulkanhaus hat überörtliche Bedeutung. Es sind sieben ausgeschilderte Wanderwege mit einer Gesamtlänge von 60 km vorhanden. Ebenso gibt es viele ausgewiesene Nordic-Walking-Strecken rund um Strohn. Als Ergänzung zum Vulkanhaus in Strohn ist Ende September 2007 der neue Vulkanerlebnispfad, mit einem Rundgang von ca. 4,5 km, in einem landschaftlich reizvollen Tal, der „Strohner Schweiz“ fertiggestellt worden.

## Mit Strohn verbunden
- Bernwarda Rodenkirch (1883–1979), Ordensgeistliche, gebürtig aus Strohn
- Joachim Rodenkirch (* 1964), Bürgermeister von Wittlich, aufgewachsen in Strohn